# Електрични напон
Електрични напон, разлика електричног потенцијала, електрични притисак или електрична напетост, је разлика електричних потенцијала између две тачке у простору. Разлика у електричном потенцијалу између две тачке (тј. напона) у статичком електричном пољу је дефинисана као рад потребан по јединици наелектрисања да се покрене тестно наелектрисање између два места. У Међународном систему јединица, изведена јединица за напон се назива волт. У СИ јединицама, рад по јединици наелектрисања изражава се као џул по кулону, при чему је 1 волт = 1 џул (рада) по 1 кулону (набоја). Службена СИ дефиниција за волт користи снагу и струју, при чему 1 волт = 1 ват (снаге) по 1 амперу (струје). Ова дефиниција је еквивалентна шире коришћеним џуловима по кулону. Напон или разлика електричног потенцијала симболички се означава са ∆V, али чешће једноставно као V, на пример у контексту Омовог или Кирхофових закона.
Разлике електричних потенцијала између тачака могу бити узроковане електричним набојем, електричном струјом кроз магнетно поље, магнетним пољима која се мењају у времену, или неком комбинацијом ова три случаја. Волтметар се може користити за мерење напона (или разлике потенцијала) између две тачке у систему; често се као једна од тачака користи заједнички референтни потенцијал као што је тло система. Напон може да представља или извор енергије (електромоторна сила) или изгубљену, кориштену или ускладиштену енергију (пад потенцијала).

## Дефиниција
Постоји више корисних начина за дефинисање напона, укључујући стандардну дефиницију поменуту на почетку ове странице. Исто тако постоје и друге корисне дефиниције рада по наелектрисању. Разлика електричног потенцијала се дефинише као количина рада по наелектрисању потребног да се наелектрисање премести из друге тачке у прву, или потпуно еквивалентно, количина рада који наелектрисање уради током кретања од прве до друге тачке. Разлика потенцијала између две тачке a и b је линијски интеграл електричног поља {\displaystyle E}:
{\displaystyle V_{a}-V_{b}=\int _{a}^{b}\mathbf {E} \cdot d\mathbf {l} }
Грубо речено, напон се дефинише тако да се негативно наелектрисани објекти повлаче према вишим напонима, док се позитивно наелектрисани објекти повлаче према нижим напонима. Према томе, конвенционална струја у жици или отпорнику увек тече од вишег напона ка нижем напону.
Историјски гледано, напон се називао изразима као што су „напетост” и „притисак”. Чак и данас се појам „напетост” још увек користи, на пример унутар израза „висока напетост” који се обично користи у електроници базираној на термионичком вентилу (вакуумској цеви).

### Дефиниција као потенцијал електричног поља
Повећање напона од неке тачке {\textstyle x_{A}} до неке тачке {\textstyle x_{B}} је дато са
{\displaystyle {\begin{aligned}\Delta V_{AB}&=V(x_{B})-V(x_{A})\\&=-\int _{r_{0}}^{x_{B}}{\vec {E}}\cdot d{\vec {l}}-\left(-\int _{r_{0}}^{x_{A}}{\vec {E}}\cdot d{\vec {l}}\right)\\&=-\int _{x_{A}}^{x_{B}}{\vec {E}}\cdot d{\vec {l}}\end{aligned}}}
У овом случају, повећање напона од тачке A до тачке B је једнако раду који је неопходно извршити по јединичном набоју, насупрот електричног поља, да би се померио набој од A до B без изазивања убрзања. Математички, ово се изражава као линијски интеграл електричног поља дуж те стазе. Према овој дефиницији, разлика напона између две тачке није јединствено дефинисана када постоје магнетна поља која се мењају током времена, јер електрична сила није конзервативна сила у таквим случајевима.
Ако се користи ова дефиниција напона, свако коло у којем постоје магнетна поља која се мењају током времена, као што су кола који садрже индукторе, неће имати добро дефинисан напон између чворова кола. Међутим, ако су магнетна поља прикладно садржана у свакој компоненти, онда је електрично поље конзервативно у екстеријеру региона на компонентама и напони су добро дефинисани у том региону. У овом случају, напон преко индуктора посматран споља је
{\displaystyle \Delta V=-L{\frac {dI}{dt}}}
упркос чињенице да, у унутрашњости, електрично поље намотаја је нула (подразумевајући да се ради о перфектном кондензатору).

### Дефиниција преко декомпозиције електричног поља
Користећи горњу дефиницију, електрични потенцијал се не дефинише кад се магнетна поља мењају с временом. У физици, понекад је корисно да се генерализује електрични потенцијал само узимајући у обзир конзервативни део електричног поља. То се постиже следећом декомпозицијом која се користи у електродинамици:
{\displaystyle {\vec {E}}=-\nabla V-{\frac {\partial {\vec {A}}}{\partial t}}}
где је {\textstyle {\vec {A}}} магнетни вектор потенцијала. Горња декомпозиција је оправдана Хелмхолцовом теоремом.
У овом случају, напон који се повећава од {\textstyle x_{A}} до {\textstyle x_{B}} је дат са
{\displaystyle {\begin{aligned}\Delta V_{AB}&=-\int _{x_{A}}^{x_{B}}{\vec {E}}_{\mathrm {konzervativan} }\cdot d{\vec {l}}\\&=-\int _{x_{A}}^{x_{B}}\left({\vec {E}}+{\frac {\partial {\vec {A}}}{\partial t}}\right)\cdot d{\vec {l}}\\&=-\int _{x_{A}}^{x_{B}}({\vec {E}}-{\vec {E}}_{\mathrm {indukovan} })\cdot d{\vec {l}}\end{aligned}}}
где је {\textstyle {\vec {E}}_{\mathrm {indukovan} }} ротационо електрично поље услед временски променљивих магнетних поља. У овом случају, напон између тачака је увек јединствено дефинисан.

### Третман у теорији кола
У анализи кола и електротехници, напон на индуктору се не сматра нултим или недефинисаним, као што би стандардна дефиниција сугерисала. То је зато што инжењери електротехнике користе модел груписаних елемента за представљање и анализу кола.
Када се користи модел са груписаним елементима, претпоставља се да у региону који окружује коло нема магнетних поља и да су њихови ефекти садржани у 'груписаним елементима', који су идеализовани и самостални елементи кола који се користе за моделирање физичких компоненти. Ако је претпоставка поља која занемарљиво премашују границе елемената сувише непрецизна, њихови ефекти се могу моделовати паразитским компонентама.
У случају физичког индуктора, идеална груписана репрезентација је често тачна. То је због тога што су премашујућа поља у индуктору углавном занемарљива, поготово ако је индуктор торусан. Ако су премашујућа поља занемарљива, следи да је
{\displaystyle \int _{\mathrm {spolja} }{\vec {E}}\cdot d{\vec {l}}=-L{\frac {dI}{dt}}}
независно од пута, и да постоји добро дефинисан напон на крајевима индуктора. То је разлог што су мерења са волтметром преко индуктора често разумно независна од локације тестних водова.

## Објашњење
Разлика електричних потенцијала се може дефинисати као узрок кретања електрицитета кроз проводник. У доба открића постојања напона се појам силе још увек употребљавао недовољно прецизно па се и разлика потенцијала тада називала електромоторна сила (скраћеница емс, што се и данас понекад користи).

## Напонска разлика
Напонска разлика у електричном пољу, какво постоји између две тачке у електричном колу, је исто што и потенцијална разлика, разлика електричних потенцијала. Ова разлика је сразмерна електростатичкој сили која помера електроне (или друге носиоце наелектрисања) из једне тачке у другу. Потенцијална разлика, електрични потенцијал и електромоторна сила се изражавају у волтима (симбол V), што је разлог да се уобичајено користи израз „волтажа“.
Напон је адитиван у следећем смислу: напон између тачака A и C је једнак збиру напона између тачака A и B и напона између тачака B и C. Две тачке у електричном колу спојене идеалним проводником, без отпора и без променљивог магнетског поља, имају разлику потенцијала нула. Потенцијална разлика може бити нула и између некакве друге две тачке. Ако се две такве тачке споје проводником, неће протицати никаква електрична струје кроз проводник. Разни напони у електричном колу могу бити прорачунавани коришћењем Кирхофових закона.
Напон је особина електричног поља, а не појединачних електрона. Електрон који се креће дуж потенцијалне разлике доживљава промену енергије, често представљену у електрон-волтима. Овај ефект је сличан оном када тело пада са неке висине у гравитационом пољу.

## Хидраулична аналогија
Ако потражимо аналогију за електрично коло, можемо га замислити као мрежу цеви кроз које протиче вода покретана пумпама (рецимо без присуства гравитације) тада је разлика потенцијала аналогна разлици притисака између две тачке. Ако постоји разлика притисака између две тачке тада вода може тећи од прве до друге тачке и вршити некакав рад, рецимо покретати турбину.
Оваква аналогија је корисна за учење основних појмова. У хидрауличном систему је рад уложен за покретање воде једнак производу притиска и количине покренуте воде. Слично, у електричном колу је рад уложен у покретање електрона једнак производу напона (притисак код воде) и количини електрона (или другог носиоца наелектрисања). Напон овде на прикладан начин служи да се квантификује способност за вршење рада.

## Корисне формуле

### Једносмерна струја
{\displaystyle U={\sqrt {PR}}}
{\displaystyle U={\frac {P}{I}}}
{\displaystyle U=IR\!\ }
Где је U=напон, I=струја, R=отпор, P=снага

### Наизменична струја
{\displaystyle U={\frac {P}{I\cos \theta }}}
{\displaystyle U={\frac {\sqrt {PZ}}{\sqrt {\cos \theta }}}\!\ }
{\displaystyle U={\frac {IR}{\cos \theta }}}
Где је U=напон, I=струја, R=отпор, P=снага, Z=импенданса, θ=фазна разлика између напона и струје

## Мерни уређаји
Инструменти којима се мери потенцијална разлика могу бити волтметар, потенциометар и осцилоскоп. Волтметар ради мерећи струју (у складу са Омовим законом) кроз отпорник. Потенциометар ради тако што пореди непознат напон са познатим напоном у мерном мосту. Осцилоскоп (углавном са катодном цеви) ради тако што се појачава потенцијална разлика која потом скреће електронски млаз са правог пута (пропорционално напону) што се потом види према трагу који млаз оставља на заслону цеви.
Широко распрострањени волтметри данашњице се зову дигитални волтметри јер се резултат приказује на цифарском дисплеју. Раније су били веома популарни тзв. аналогни волтметри који су имали кретни калем и казаљку, а очитавање мерене вредности се вршило на основу отклона казаљке на избаждареној скали.